# ألبرتو إسحاق
ألبرتو إسحاق (بالإسبانية: Alberto Isaac)‏ هو سباح وكاتب سيناريو وناقد سينمائي وكاريكاتيري ومخرج وممثل مكسيكي، ولد في 18 مارس 1923 بمدينة مكسيكو في المكسيك، وتوفي بنفس المكان في 9 يناير 1998.

## وصلات خارجية
- ألبرتو إسحاق على موقع الاتحاد الدولي للسباحة (الإنجليزية)
- ألبرتو إسحاق على موقع أوليمبيديا (الإنجليزية)
- ألبرتو إسحاق على موقع IMDb (الإنجليزية)
- ألبرتو إسحاق على موقع روتن توميتوز (الإنجليزية)
- ألبرتو إسحاق على موقع ألو سيني (الفرنسية)
- ألبرتو إسحاق على موقع أول موفي (الإنجليزية)
- ألبرتو إسحاق على موقع قاعدة بيانات الأفلام السويدية (السويدية)
- ألبرتو إسحاق على موقع قاعدة بيانات الفيلم (الإنجليزية)
- ألبرتو إسحاق على موقع كينوبويسك (الروسية)